# XVe législature du Parlement grec
La XVe législature du Parlement grec (en grec ΙΕ΄ Βουλευτική Περίοδος) est la législature du Parlement grec du 28 juin 2012 au 31 décembre 2014. Elle est composée des 300 députés élus lors des élections législatives grecques de juin 2012. Il s'agit de la quinzième législature de la Troisième République hellénique.
Alors que la précédente législature avait été dissoute immédiatement après son entrée en fonction, faute de parvenir à constituer une majorité, la XVe législature est dominée par une alliance entre les conservateurs de Nouvelle Démocratie, les socialistes du Mouvement socialiste panhellénique (PASOK) et la gauche modérée de la Gauche démocrate (DIMAR), dans un gouvernement conservateur soutenu de l'extérieur par ses deux alliés et dirigé par Antónis Samarás. À partir de juin 2013, la DIMAR quitte la majorité, tandis que le PASOK entre au gouvernement. Le président du Parlement grec pendant la XVe législature est Evángelos Meïmarákis.
Les travaux parlementaires de la XVe législature portent notamment sur l'application du deuxième mémorandum conclu avec la troïka des créanciers internationaux de la Grèce dans un contexte de crise des finances publiques, qui prévoit l'octroi de prêts en contrepartie de la mise en œuvre d'un important programme d'austérité budgétaire.
En décembre 2014, l'échec de l'élection du président de la République entraîne la dissolution de la XVe législature et l'organisation d'élections législatives anticipées en janvier 2015.

## Contexte

### Situation

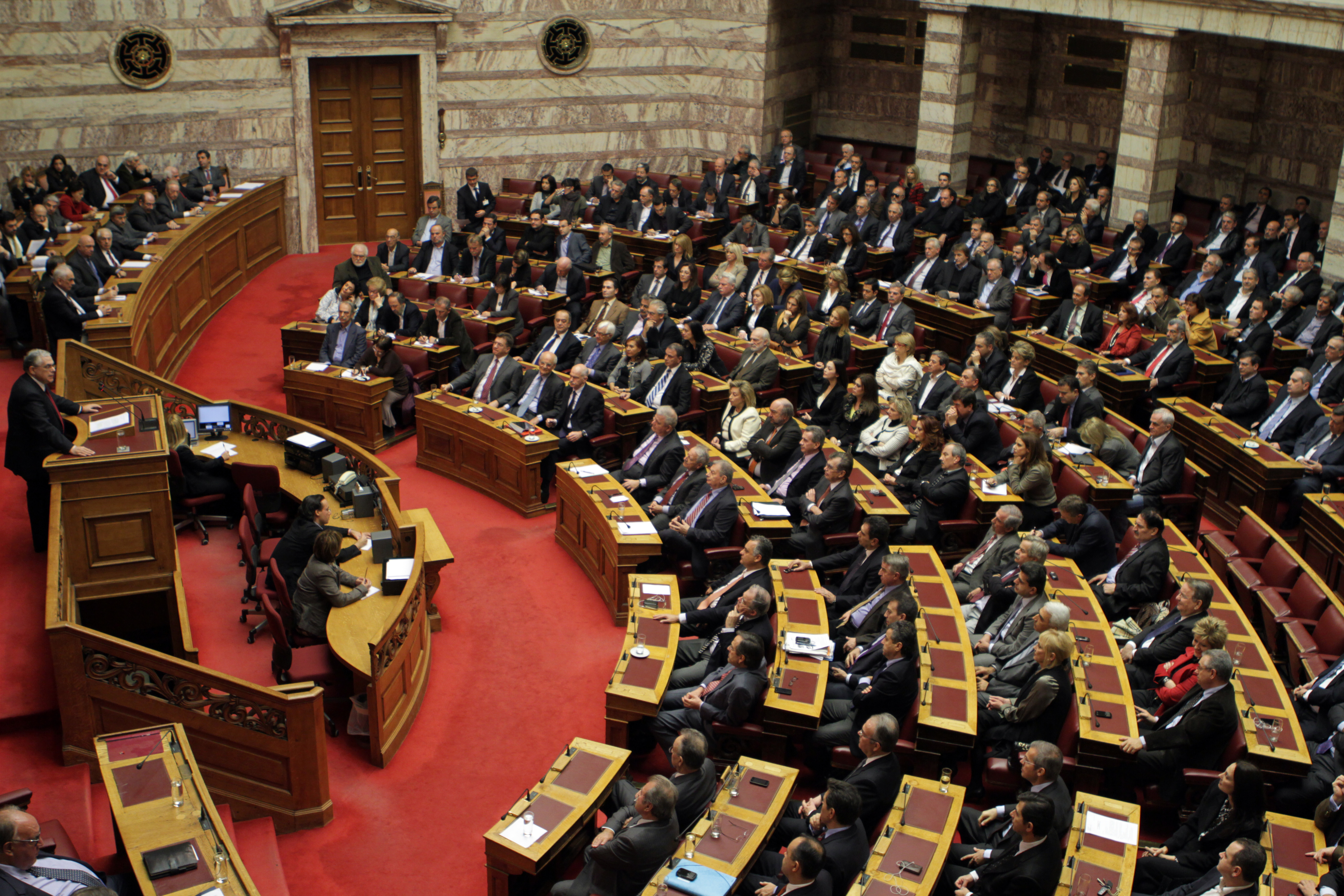
La XIIIe législature du Parlement grec, en 2011.

La XIIIe législature, issue des élections législatives d'octobre 2009, avait donné une majorité au Mouvement socialiste panhellénique (PASOK), qui détenait la majorité absolue des sièges et composait le gouvernement de Giórgos Papandréou. La Grèce, touchée par la récession économique depuis 2008, a connu une grave crise des finances publiques à partir de 2009. Le gouvernement de Giórgos Papandréou a eu pour objectif de réduire le déficit public en menant une politique d'austérité budgétaire, qui a consisté à diminuer les dépenses publiques et à augmenter les prélèvements obligatoires. La Grèce a également conclu en mai 2010 un accord avec l'Union européenne et le Fonds monétaire international (FMI), qui prévoyait l'octroi de prêts des autres États membres de la zone euro et du FMI, conditionnés à la mise en œuvre de mesures d'austérité supplémentaires. Les plans d'austérité successifs adoptés en 2010 et 2011 ont suscité d'importants mouvements de protestation. Un deuxième programme de prêts internationaux a été décidé en octobre 2011. Le Premier ministre, contesté après avoir proposé de soumettre cet accord à référendum, a alors démissionné.
Le nouveau gouvernement de Loukás Papadímos, nommé le 11 novembre 2011, était composé d'une coalition entre le PASOK, la Nouvelle Démocratie et l'Alerte populaire orthodoxe (LAOS). Son programme a consisté à conclure et mettre en œuvre le deuxième mémorandum d'accord avec l'Union européenne et le FMI, qui comprend une restructuration de la dette publique détenue par les créanciers privés, l'octroi de prêts par les institutions européennes et le FMI, et l'adoption de nouvelles mesures d'austérité budgétaire. Son mandat achevé, et dans un contexte de tensions sociales et politiques, le gouvernement a annoncé la dissolution du Parlement grec et l'organisation d'élections législatives anticipées en mai 2012.
La XIVe législature, issue des élections législatives de mai 2012, a échoué à dégager une majorité gouvernementale. Le nouveau Parlement était fragmenté entre sept groupes politiques, aucun d'entre eux ne détenant la majorité absolue. Les deux grands partis traditionnels ont enregistré une lourde défaite : ni la Nouvelle Démocratie, ni le PASOK n'ont pu former un gouvernement. Ensemble, ils détenaient 149 sièges sur 300, soit deux sièges de moins que la majorité. La Coalition de la gauche radicale (SYRIZA) a réalisé une performance notable en devenant le deuxième groupe parlementaire, devant le PASOK ; son président a refusé de s'allier avec les partis du précédent gouvernement. À l'issue de la procédure des mandats exploratoires (el), le président de la République a nommé un gouvernement de transition dirigé par Panagiótis Pikramménos, dissous le Parlement grec et convoqué de nouvelles élections législatives un mois plus tard.
La situation économique et sociale de la Grèce est fortement dégradée. Le produit intérieur brut (PIB) a diminué de 6,9 % pour la seule année 2011, et de 20 % depuis 2008. En juin 2012, 24,4 % de la population active est au chômage. Le salaire moyen a baissé de 25,3 % en 2011.

### Élections législatives de juin 2012

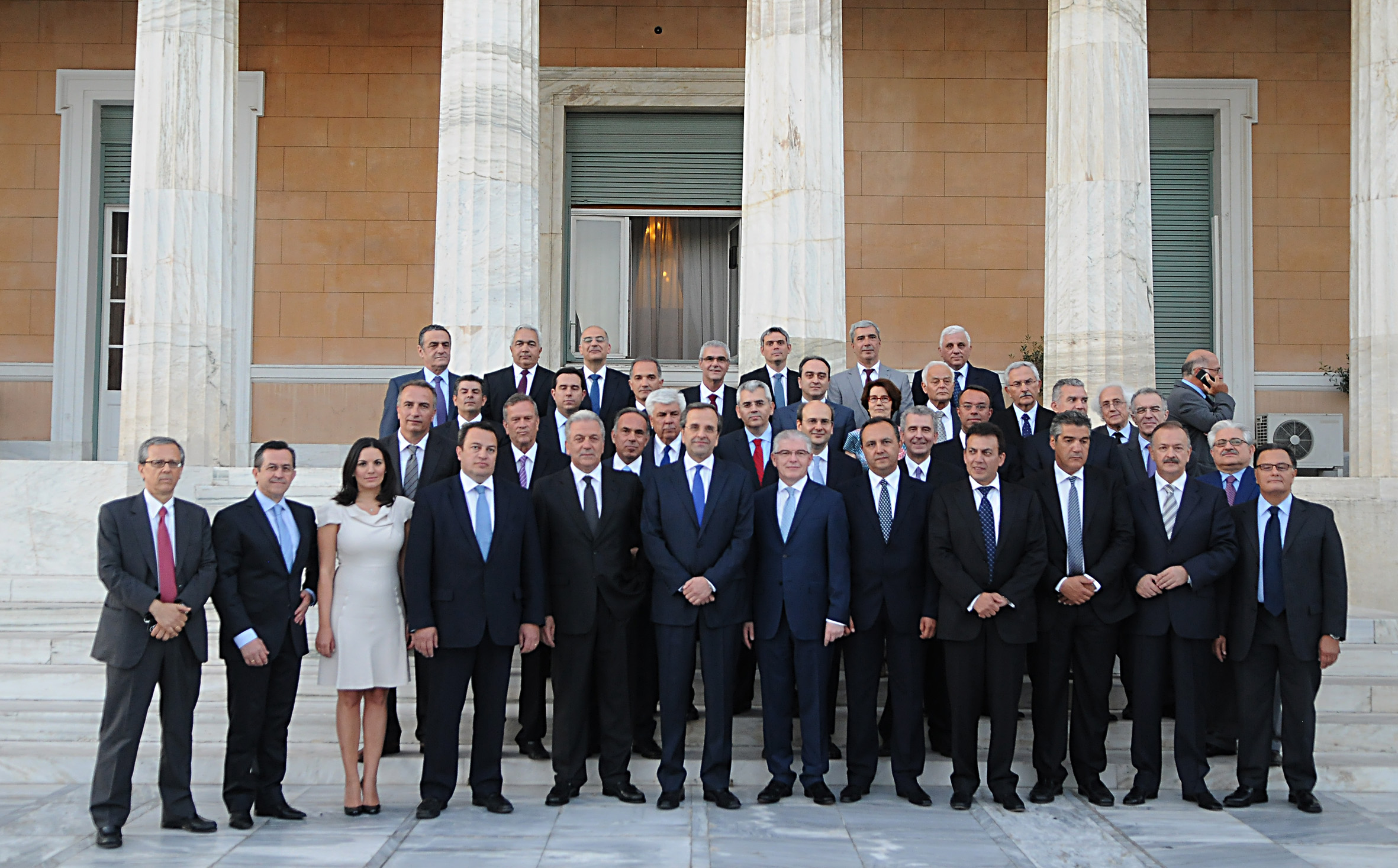
Le portrait officiel du gouvernement d'Antónis Samarás, en juin 2012.

Les élections législatives ont lieu le 17 juin 2012. Elles sont remportées par la Nouvelle Démocratie, qui obtient 29,66 % des voix et dispose d'une majorité relative de 129 sièges sur 300. La Coalition de la gauche radicale (SYRIZA) enregistre un score de 26,89 %, en hausse de dix points : elle conforte son rôle de principal mouvement d'opposition à la politique d'austérité budgétaire du gouvernement. Le Mouvement socialiste panhellénique (PASOK), qui avait subi une large défaite lors du scrutin précédent un mois plus tôt, perd encore des voix : il obtient 12,28 % des suffrages et 33 sièges au Parlement. Les Grecs indépendants, Aube dorée, la Gauche démocrate et le Parti communiste de Grèce perdent des sièges mais restent représentés au Parlement.
La Nouvelle Démocratie et le PASOK disposent ensemble d'une majorité absolue, mais ils souhaitent obtenir le soutien d'autres partis pour former un gouvernement d'union nationale. La SYRIZA, qui a fait campagne sur l'opposition au mémorandum signé avec la troïka des créanciers internationaux, refuse de participer à son exécution. La DIMAR, qui avait précédemment refusé de s'allier avec la Nouvelle Démocratie et le PASOK, participe aux négociations pour la formation d'un gouvernement et adopte une position plus modérée. Les trois partis parviennent à un accord de coalition : le PASOK et la DIMAR apportent leur soutien sans participation à un gouvernement dirigé par la Nouvelle Démocratie.
Antónis Samarás est nommé Premier ministre le 20 juin 2012. Il forme son gouvernement le lendemain.
La victoire de la coalition gouvernementale est reçue positivement par la troïka des créanciers internationaux et les dirigeants européens, qui considéraient ces élections comme un référendum sur l'appartenance de la Grèce à la zone euro. Les créanciers, qui avaient craint une victoire de la gauche, sont satisfaits de la victoire des partis favorables à l'application du mémorandum.
Leur soulagement est cependant modéré par la forte progression de la SYRIZA, qui incarne l'opposition à leurs intérêts.

## Organisation

### Sessions parlementaires

#### Entrée en fonction
La réunion inaugurale de la XVe législature a lieu le 28 juin 2012. Les députés prennent leurs fonctions après leur prestation de serment. Le serment religieux orthodoxe n'est pas prononcé par une partie des députés des partis de gauche : parmi eux, six députés de la SYRIZA, neuf députés de la DIMAR et une députée du KKE participent à la cérémonie religieuse. Deux députés de la SYRIZA et un député du PASOK optent pour un serment religieux musulman.
La cérémonie a lieu en l'absence du Premier ministre, convalescent après sa récente hospitalisation.
Le choix par les présidents de parti de siéger pour l'une des deux circonscriptions dans lesquelles ils ont été élus est annoncé par le président de séance.
| Nom                    | Parti | Parti                                      | Siège retenu    | Siège cédé       |
| ---------------------- | ----- | ------------------------------------------ | --------------- | ---------------- |
| Antónis Samarás        |       | Nouvelle Démocratie (ND)                   | Messénie        | Attique          |
| Aléxis Tsípras         |       | Coalition de la gauche radicale (SYRIZA)   | Athènes A       | Achaïe           |
| Evángelos Venizélos    |       | Mouvement socialiste panhellénique (PASOK) | Thessalonique A | Héraklion        |
| Pános Kamménos         |       | Grecs indépendants (ANEL)                  | Athènes B       | Évros            |
| Nikólaos Michaloliákos |       | Aube dorée (XA)                            | Athènes A       | Athènes B        |
| Fótis Kouvélis         |       | Gauche démocrate (DIMAR)                   | Athènes B       | Étolie-Acarnanie |
| Aléka Paparíga         |       | Parti communiste de Grèce (KKE)            | Athènes B       | Thessalonique A  |

#### Sessions
Le Parlement est réuni pour trois sessions ordinaires au cours de la XVe législature.
La première session ordinaire commence le 28 juin 2012 et se termine le 19 juillet 2013.
La deuxième session ordinaire commence le 7 octobre 2013 et se termine le 4 juin 2014. La clôture anticipée de la session, décidée par le gouvernement avec deux semaines d'avance, est critiquée comme une manœuvre politique. Il s'agirait tout à la fois d'éviter une discussion publique sur les liens récemment découverts entre le secrétaire général du gouvernement Panagiótis Baltákos et le porte-parole d'Aube dorée Ilías Kassidiáris, d'empêcher la SYRIZA de déposer une motion de censure après le remaniement ministériel, et de profiter de l'effectif réduit des sessions d'été pour adopter des projets de loi controversés sans risque de défections au sein de la majorité.
La troisième session ordinaire commence le 6 octobre 2014 et s'achève par la dissolution du Parlement le 29 décembre 2014.

### Liste des députés
La XVe législature est composée de 300 députés.
Le 23 juillet 2012, Nikitas Sioïs (Aube dorée, Serrès) démissionne en invoquant une surcharge de travail. Son remplacement par Artemios Matthaiopoulos aurait été voulu par les dirigeants du parti dans la circonscription.
Le 28 mars 2013, Athanasios Nakos (Nouvelle Démocratie, Magnésie) meurt en fonction. Il est remplacé par Zetta Makri le 1er avril.
Le 11 décembre 2013, Pavlos Sioufas (Nouvelle Démocratie, Kardítsa) démissionne pour raisons de santé. Il est remplacé par Giorgos Anagnostopoulos.
Le 26 mars 2014, Réna Doúrou (SYRIZA, Athènes B) démissionne pour faire campagne pour les élections locales, où elle se présente à la présidence de la périphérie de l'Attique. Elle est remplacée par Eleni Avlonitou.
Le 27 mars 2014, Aris Spiliotopoulos (Nouvelle Démocratie, Athènes B) démissionne pour se présenter comme tête de liste pour Nouvelle Démocratie à Athènes. Le candidat suivant sur la liste, Yánnis Papathanasíou, renonce au mandat car il a été récemment nommé président de l'Hellenic Petroleum. Le siège revient à Tania Iakovidou.
Le 2 mai 2014, Konstantinos Moussouroulis, Manólis Kefaloyiánnis (Nouvelle Démocratie) Sofía Sakoráfa, Dimítrios Papadimoúlis, Manólis Glézos (SYRIZA) et Nótis Mariás (Grecs indépendants) démissionnent pour se présenter aux élections européennes. Ils sont remplacés respectivement par Stamatis Karmantzis, Giorgos Diktakis (Nouvelle Démocratie), Fotini Kouvela, Anna Hadjisophia, Mania Papadimitriou (SYRIZA) et Konstantinos Damavolitis (Grecs indépendants), qui prêtent serment le 5 mai.
Le 27 août 2014, Nikos Stavrogiannis (ex-Nouvelle Démocratie, Phthiotide) démissionne à la suite de sa victoire aux élections municipales à Lamía. Il est remplacé par Dimitris Brianis, ce qui rend un siège à Nouvelle Démocratie.
Le 29 août 2014, Stamatis Karmantzis (Nouvelle Démocratie, Chios) démissionne pour devenir vice-président de périphérie pour Chios. Il est remplacé par Maria Stavrinoudi-Soudi.
Le 3 novembre 2014, Dimítris Avramópoulos (Nouvelle Démocratie, Athènes A) démissionne après qu'il a été nommé commissaire européen aux affaires intérieures. Il est remplacé par Thanos Plevris.
Le 14 novembre 2014, Andréas Psycharis (Nouvelle Démocratie, Athènes A) démissionne et annonce qu'il se retire de la vie politique. Il est remplacé par Alexandros Moraïtakis, qui prête serment le 18 novembre.

### Bureau

#### Président et vice-présidents

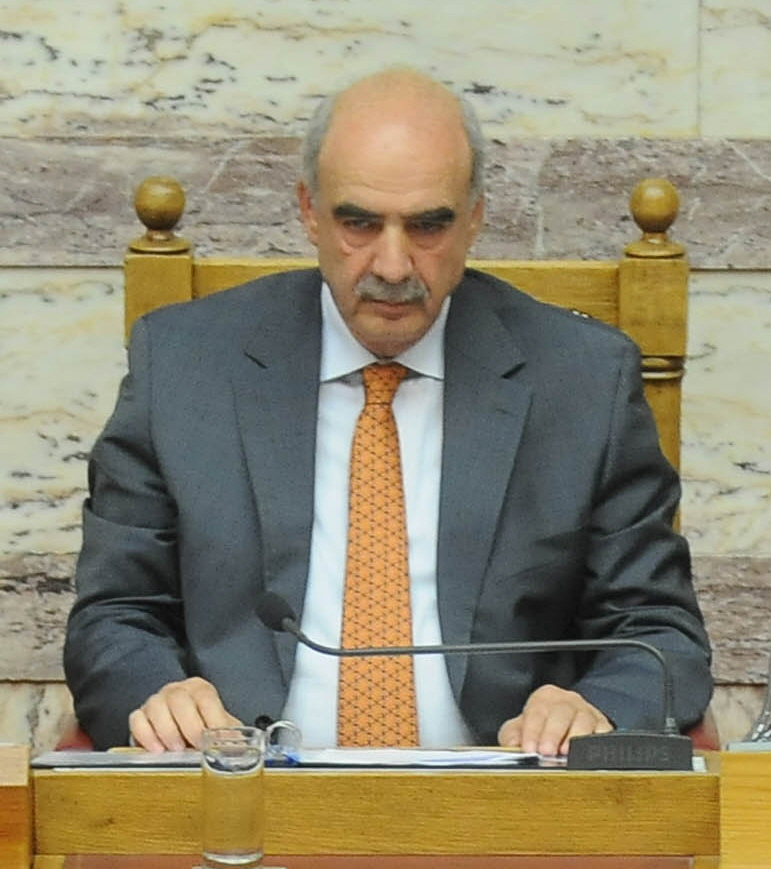
Le président du Parlement grec Evángelos Meïmarákis siégeant, en juillet 2012.

Le président du Parlement grec est Evángelos Meïmarákis, élu le 29 juin 2012 avec 223 votes « pour », 66 votes blancs et 1 vote nul.
Les fonctions de vice-président, de questeur et de secrétaire sont répartis entre les groupes politiques conformément au règlement du Parlement.
Le président et les vice-présidents sont élus par le Parlement le 29 juin 2012. Le candidat d'Aube dorée au poste de septième vice-président Polývios Zisimópoulos n'est pas élu, laissant le poste vacant. Il obtient 41 votes « pour », 39 votes blancs et 204 votes nuls, de nombreux députés ayant choisi d'inscrire le mot « non » sur les bulletins blancs pour signifier leur opposition au parti d'extrême-droite.
Le deuxième vice-président Athanasios Nakos meurt en fonction le 28 mars 2013. Il est remplacé le 11 avril par Georgios Kalandzis.
| Fonction                 | Nom                                          | Groupe politique | Groupe politique    | Pour   | Blancs | Nuls   |
| ------------------------ | -------------------------------------------- | ---------------- | ------------------- | ------ | ------ | ------ |
| Président                | Evángelos Meïmarákis                         |                  | Nouvelle Démocratie | 223    | 66     | 1      |
| Premier vice-président   | Ioánnis Tragákis                             |                  | Nouvelle Démocratie | 235    | 48     | 2      |
| Deuxième vice-président  | Athanasios Nakos jusqu'au 28 mars 2013       |                  | Nouvelle Démocratie | 235    | 48     | 2      |
| Deuxième vice-président  | Georgios Kalandzis à partir du 11 avril 2013 | 152              | Nouvelle Démocratie | 71     | 3      |        |
| Troisième vice-président | Christos Markogiannakis                      |                  | Nouvelle Démocratie | 235    | 48     | 2      |
| Quatrième vice-président | Ioánnis Dragasákis                           |                  | SYRIZA              | 227    | 57     | 1      |
| Cinquième vice-président | Léonidas Grigorakos                          |                  | PASOK               | 228    | 54     | 3      |
| Sixième vice-présidente  | María Kóllia-Tsarouchá                       |                  | Grecs indépendants  | 225    | 56     | 3      |
| Septième vice-président  | Vacant                                       | Vacant           | Vacant              | Vacant | Vacant | Vacant |

#### Questeurs et secrétaires
Les questeurs et secrétaires pour la première session parlementaire sont également élus le 29 juin. Tous les candidats présentés sont élus.
| Fonction   | Nom                        | Groupe politique | Groupe politique    | Pour | Blancs | Nuls |
| ---------- | -------------------------- | ---------------- | ------------------- | ---- | ------ | ---- |
| Questeur   | Konstadínos Koukodímos     |                  | Nouvelle Démocratie | 226  | 59     | 0    |
| Questeur   | Nikólaos Panayotópoulos    |                  | Nouvelle Démocratie | 226  | 59     | 0    |
| Questeur   | Athánasios Athanasíou      |                  | SYRIZA              | 226  | 51     | 1    |
| Secrétaire | Christos Dimas             |                  | Nouvelle Démocratie | 226  | 59     | 0    |
| Secrétaire | Konstantínos Katsafádos    |                  | Nouvelle Démocratie | 226  | 59     | 0    |
| Secrétaire | Ioánnis Kefaloyánnis       |                  | Nouvelle Démocratie | 226  | 59     | 0    |
| Secrétaire | Maximos Sénétakis          |                  | Nouvelle Démocratie | 226  | 59     | 0    |
| Secrétaire | Maria Bolari               |                  | SYRIZA              | 226  | 51     | 1    |
| Secrétaire | Konstantinos Triantafyllos |                  | PASOK               | 226  | 58     | 1    |

Les questeurs et secrétaires pour la deuxième session parlementaire sont élus le 8 octobre 2013. Tous les candidats présentés sont élus.
| Fonction   | Nom                        | Groupe politique | Groupe politique    | Pour | Blancs | Nuls |
| ---------- | -------------------------- | ---------------- | ------------------- | ---- | ------ | ---- |
| Questeur   | Konstadínos Koukodímos     |                  | Nouvelle Démocratie | 170  | 50     | 3    |
| Questeur   | Iordanis Tzamtzis          |                  | Nouvelle Démocratie | 170  | 50     | 3    |
| Questeur   | Athánasios Athanasíou      |                  | SYRIZA              | 179  | 38     | 3    |
| Secrétaire | Christos Dimas             |                  | Nouvelle Démocratie | 170  | 50     | 3    |
| Secrétaire | Konstantínos Katsafádos    |                  | Nouvelle Démocratie | 170  | 50     | 3    |
| Secrétaire | Ioánnis Kefaloyánnis       |                  | Nouvelle Démocratie | 170  | 50     | 3    |
| Secrétaire | Maximos Sénétakis          |                  | Nouvelle Démocratie | 170  | 50     | 3    |
| Secrétaire | Maria Bolari               |                  | SYRIZA              | 179  | 38     | 3    |
| Secrétaire | Konstantinos Triantafyllos |                  | PASOK               | 176  | 43     | 3    |

Les questeurs et secrétaires pour la troisième session parlementaire sont élus le 7 octobre 2014. Tous les candidats présentés sont élus.
| Fonction   | Nom                     | Groupe politique | Groupe politique    | Pour | Blancs | Nuls |
| ---------- | ----------------------- | ---------------- | ------------------- | ---- | ------ | ---- |
| Questeur   | Konstadínos Koukodímos  |                  | Nouvelle Démocratie | 151  | 35     | 12   |
| Questeur   | Iordanis Tzamtzis       |                  | Nouvelle Démocratie | 151  | 35     | 12   |
| Questeur   | Athánasios Athanasíou   |                  | SYRIZA              | 151  | 43     | 1    |
| Secrétaire | Christos Dimas          |                  | Nouvelle Démocratie | 151  | 35     | 12   |
| Secrétaire | Konstantínos Katsafádos |                  | Nouvelle Démocratie | 151  | 35     | 12   |
| Secrétaire | Ioánnis Kefaloyánnis    |                  | Nouvelle Démocratie | 151  | 35     | 12   |
| Secrétaire | Maximos Sénétakis       |                  | Nouvelle Démocratie | 151  | 35     | 12   |
| Secrétaire | Maria Bolari            |                  | SYRIZA              | 151  | 43     | 1    |
| Secrétaire | Christos Gokas          |                  | PASOK               | 155  | 36     | 9    |

### Groupes politiques

#### Composition des groupes politiques
Sept groupes politiques sont représentés au Parlement grec au début de la XVe législature : Nouvelle Démocratie, la Coalition de la gauche radicale (SYRIZA), le Mouvement socialiste panhellénique (PASOK), les Grecs indépendants, Aube dorée, la Gauche démocrate (DIMAR) et le Parti communiste de Grèce. Aucun parti n'a obtenu la majorité absolue. La majorité parlementaire est issue de Nouvelle Démocratie, qui bénéficie du soutien sans participation du PASOK et de la DIMAR.
Plusieurs députés quittent au cours de la législature le groupe politique avec lequel ils ont été élus, soit de leur propre initiative, soit qu'ils en sont expulsés par le président de groupe. Plusieurs députés quittent notamment les partis de la majorité gouvernementale, car ils s'opposent à la politique menée par le gouvernement Samarás ou à certaines mesures législatives qu'il propose. Le gouvernement, dirigé par les conservateurs avec le soutien des socialistes et de la gauche modérée, applique une politique d'austérité budgétaire sous la surveillance de la troïka des créanciers internationaux. Or, une partie des députés de gauche désapprouvent ces mesures. Certains députés de Nouvelle Démocratie montrent également leur désaccord avec leur camp en quittant leur groupe parlementaire.
Au début de la législature, le gouvernement dispose d'une large majorité de 179 sièges, mais la stabilité de l'alliance tripartite est incertaine. Le départ de plusieurs députés, notamment du PASOK qui perd 8 de ses 33 membres au cours du second semestre 2012, fragilise la coalition. À la fin de l'année 2012, la majorité compte encore 167 députés, mais seulement 150 sur 300 sans la DIMAR, dont le soutien n'est pas acquis.
Lorsque la DIMAR quitte la majorité en juin 2013, le Premier ministre effectue un remaniement ministériel qui consolide le soutien du PASOK, dont plusieurs membres entrent au gouvernement. La coalition dispose alors d'une courte majorité de 153 députés.
Par ailleurs, les Grecs indépendants connaissent des dissensions internes au cours de la XVe législature. À partir de la fin 2013, 8 des 20 membres du groupe quittent successivement le parti, dont ils désapprouvent la direction.
Une partie des députés devenus indépendants se réunissent en novembre 2013 pour créer un groupe nommé Députés démocratiques indépendants. Il comprend d'anciens membres de Nouvelle Démocratie, du PASOK, de la DIMAR et des Grecs indépendants sous la direction de Théodoros Parastatidis. Composé de 11 députés lors de sa création, il compte 16 membres à la fin de la législature, ce qui en fait le quatrième groupe politique au Parlement, à égalité avec Aube dorée.
Au total, à la mi-décembre 2014, 24 députés ne font plus partie des sept groupes politiques élus en juin 2012, dont 16 sont membres des Députés démocratiques indépendants et 8 ne font partie d'aucun groupe.
| Groupe       | Groupe                                     | Juin 2012 | Décembre 2014 |
| ------------ | ------------------------------------------ | --------- | ------------- |
|              | Nouvelle Démocratie (ND)                   | 129       | 127           |
|              | Coalition de la gauche radicale (SYRIZA)   | 71        | 71            |
|              | Mouvement socialiste panhellénique (PASOK) | 33        | 28            |
|              | Grecs indépendants (ANEL)                  | 20        | 12            |
|              | Aube dorée (XA)                            | 18        | 16            |
|              | Gauche démocrate (DIMAR)                   | 17        | 9             |
|              | Parti communiste de Grèce (KKE)            | 12        | 12            |
|              | Députés démocratiques indépendants (ADV)   | -         | 16            |
| Non-inscrits | Non-inscrits                               | -         | 9             |
| Total        | Total                                      | 300       | 300           |

#### Changements en cours de législature
Níkos Nikolópoulos (Achaïe) est exclu de Nouvelle Démocratie le 3 août 2012 à la suite de ses critiques virulentes envers la politique du gouvernement. Après avoir été membre des Députés démocratiques indépendants, il intègre les Grecs indépendants le 7 octobre 2014.
Nikos Stavrogiannis (Phthiotide) est exclu de Nouvelle Démocratie le 22 octobre 2012, après s'être opposé publiquement à la politique du gouvernement.
Ioánnis Micheloyannákis (Héraklion) quitte la DIMAR le 22 octobre 2012 en exprimant son désaccord avec le gouvernement qu'elle soutient. Il rejoint la SYRIZA le 24 juin 2013.
Geórgios Kassapídis (Kozani) est exclu de Nouvelle Démocratie le 7 novembre 2012, après qu'il s'est abstenu sur le vote de mesures budgétaires proposées par le gouvernement.
Markos Bolaris (Serrès), Angéla Guérékou (Corfou), Michalis Kassis (Ioannina), Yánnis Koutsoúkos (Élide), Théodoros Parastatidis (Kilkís) et Konstantínos Skandalídis (Athènes A) sont exclus du PASOK le même jour et pour les mêmes raisons. Parmi eux, Angéla Guérékou, Michalis Kassis, Yánnis Koutsoúkos et Konstantínos Skandalídis sont réintégrés le 21 février 2013.
Mimis Androulakis (Athènes B) quitte le PASOK le 8 novembre 2012, en désaccord avec la politique de son parti.
Théodoros Soldatos (Leucade) est exclu de Nouvelle Démocratie le 11 novembre 2012 après avoir voté contre certains articles de la loi de finances pour 2013. Il est réintégré le 1er juillet 2013.
Andréas Lovérdos (Athènes B) est exclu du PASOK le 3 décembre 2012 après qu'il a fondé la RIKSSY. Après avoir été membre des Députés démocratiques indépendants, il est réintégré au groupe du PASOK le 22 août 2014.
Kostas Markopoulos (Eubée) et Ioannis Kourakos (Le Pirée B) quittent les Grecs indépendants le 13 décembre 2012 car ils sont en désaccord avec la direction du parti. Kostas Markopoulos rejoint Nouvelle Démocratie le 1er juillet 2013.
Odysséas Voudouris (Athènes B) et Paris Moutsinas (Magnésie) sont exclus de la DIMAR le 7 janvier 2013 parce qu'ils sont montrés favorables à l'exploitation de la liste Lagarde.
Christos Aïdonis (Dráma) quitte le PASOK le 10 janvier 2013 pour les mêmes raisons.
Le 6 novembre 2013, onze députés ayant précédemment quitté leur groupe politique créent ensemble le groupe des Députés démocratiques indépendants. Celui-ci est composé de Christos Aïdonis (el), Mimis Androulakis (el), Markos Bolaris (el) Andréas Lovérdos, Théodoros Parastatidis (ex-PASOK), Geórgios Kassapídis, Níkos Nikolópoulos, Nikos Stavrogiannis (ex-Nouvelle Démocratie), Odysséas Voudouris, Paris Moutsinas (ex-DIMAR) et Ioannis Kourakos (ex-Grecs indépendants). Il est présidé par Théodoros Parastatidis.
Theodóra Tzákri (Pella) est exclue du PASOK le 11 novembre 2013 pour avoir voté une motion de censure présentée par la SYRIZA. Elle rejoint les Députés démocratiques indépendants le 3 avril 2014.
Vyron Polydoras (Athènes B) est exclu de Nouvelle Démocratie le 21 décembre 2013 pour avoir voté contre l'ENFIA.
Petros Tatsopoulos (Athènes B) quitte la SYRIZA le 10 janvier 2014 à la suite de déclarations dans lesquelles il avait accusé des membres du parti de sympathies pour des organisations terroristes comme la 17N. La SYRIZA lui reproche de chercher à discréditer le parti. Il rejoint les Députés démocratiques indépendants le 24 janvier suivant.
Georgios Davris (Achaïe) est exclu des Grecs indépendants le 13 janvier 2014 après avoir vivement critiqué leur président. Il rejoint les Députés démocratiques indépendants le 22 janvier suivant.
Chryssovalandis Alexopoulos (Larissa) quitte Aube dorée le 14 mars 2014, expliquant vouloir se séparer du groupe parlementaire dont les membres sont poursuivis pour des actes criminels. Aube dorée le considère comme un traître.
Efstathios Boukouras (Corinthie) est exclu d'Aube dorée le 26 mars 2014. Incarcéré dans le cadre du procès d'Aube dorée et soupçonné de détention illégale d'armes, il avait pris ses distances avec le parti.
Chryssoula Giatagana (Thessalonique A) et Konstantinos Giovanopoulos (Imathie) quittent les Grecs indépendants le 25 mars 2014 en raison de désaccords internes avec le parti. Ils rejoignent les Députés démocratiques indépendants le 9 mai.
Nikítas Kaklamánis (Athènes A) est exclu de Nouvelle Démocratie le 31 mars 2014 pour avoir voté « présent » sur le premier article du projet de loi omnibus. Il est réintégré le 9 octobre 2014.
Vassilis Kapernaros (Athènes B) quitte les Grecs indépendants le 29 mai 2014 en raison de dissensions internes au parti lors de la campagne électorale pour les élections municipales à Athènes. Il rejoint les Députés démocratiques indépendants le 18 juin.
Mika Iatridi (Dodécanèse) quitte les Grecs indépendants le 3 juin 2014 après le mauvais score du parti aux élections européennes dans sa circonscription. Elle rejoint les Députés démocratiques indépendants le 16 octobre.
Vassílios Ikonómou (Attique) quitte la DIMAR le 6 juin 2014 en raison de désaccords avec le positionnement du parti.
Ekateríni Márkou (Thessalonique B) quitte la DIMAR le 10 juillet 2014 pour des raisons similaires.
Grigoris Psarianos (Athènes A) en est exclu le même jour en raison de désaccords avec les dirigeants du parti.
Spyrídon Lykoúdis (liste nationale) quitte la DIMAR le 9 septembre 2014 et pour les mêmes raisons.
Rachíl Makrí (Kozani) est exclue des Grecs indépendants le 16 octobre 2014 en raison de dissensions internes au parti.
Panagiotis Melas (Le Pirée A) quitte les Grecs indépendants le 1er décembre 2014 après avoir annoncé qu'il envisageait de soutenir le candidat du gouvernement lors de l'élection présidentielle.
Niki Founda (Étolie-Acarnanie) annonce le 23 décembre 2014 qu'elle quitte la DIMAR en raison de désaccords internes.

#### Présidents des groupes politiques
Selon le règlement du Parlement grec, les groupes politiques sont présidés par leurs présidents de parti lorsque ceux-ci sont eux-mêmes députés. Les présidents de groupe peuvent nommer deux représentants parlementaires pour les assister dans leur tâche ; les présidents du principal groupe de la majorité gouvernementale et du principal groupe de l'opposition peuvent nommer trois représentants parlementaires. Ceux-ci sont également appelés porte-paroles parlementaires par la presse.
| Groupe                                           | Groupe                                     | Président              | Représentants parlementaires                                                                |
| ------------------------------------------------ | ------------------------------------------ | ---------------------- | ------------------------------------------------------------------------------------------- |
|                                                  | Nouvelle Démocratie (ND)                   | Antónis Samarás        | Mavroudís Vorídis                                                                           |
| Sofía Voúltepsi                                  | Nouvelle Démocratie (ND)                   | Antónis Samarás        |                                                                                             |
|                                                  | Coalition de la gauche radicale (SYRIZA)   | Aléxis Tsípras         | Panayiótis Lafazánis                                                                        |
| Dimítrios Papadimoúlis (jusqu'au 5 mai 2014)     | Coalition de la gauche radicale (SYRIZA)   | Aléxis Tsípras         |                                                                                             |
| Panayótis Kouroumblís                            | Coalition de la gauche radicale (SYRIZA)   | Aléxis Tsípras         |                                                                                             |
|                                                  | Mouvement socialiste panhellénique (PASOK) | Evángelos Venizélos    | Michális Chryssohoïdis (jusqu'en juin 2013) Paris Koukoulopoulos (à partir de juillet 2013) |
| Paraskeví Christofilopoúlou (jusqu'en juin 2013) | Mouvement socialiste panhellénique (PASOK) | Evángelos Venizélos    |                                                                                             |
|                                                  | Grecs indépendants (ANEL)                  | Pános Kamménos         | Terence Kouik (jusqu'en mai 2013) Vassilios Kapernaros (de juin 2013 à mai 2014)            |
| Nótis Mariás (jusqu'en mai 2014)                 | Grecs indépendants (ANEL)                  | Pános Kamménos         |                                                                                             |
|                                                  | Aube dorée (XA)                            | Nikólaos Michaloliákos | Chrístos Pappás                                                                             |
|                                                  | Gauche démocrate (DIMAR)                   | Fótis Kouvélis         | Nikolaos Tsoukalis                                                                          |
| Vassílios Ikonómou (jusqu'au 6 juin 2014)        | Gauche démocrate (DIMAR)                   | Fótis Kouvélis         |                                                                                             |
|                                                  | Parti communiste de Grèce (KKE)            | Aléka Paparíga         | Spyridon Chalvatzis (jusqu'en mai 2013) Nikólaos Karathanasópoulos (à partir de mai 2013)   |
| Athanasios Pafilis                               | Parti communiste de Grèce (KKE)            | Aléka Paparíga         |                                                                                             |
|                                                  | Députés démocratiques indépendants (ADV)   | Theódoros Parastatídis | Odysséas Voudouris                                                                          |

### Circonscriptions

Les 56 circonscriptions législatives de la Grèce

Parmi les 300 députés au Parlement grec, 288 sont élus dans les 56 circonscriptions législatives de la Grèce, et 12 sont élus sur les listes nationales.
| Circonscription  | Nombre de sièges |
| ---------------- | ---------------- |
| Athènes A        | 17               |
| Athènes B        | 42               |
| Le Pirée A       | 6                |
| Le Pirée B       | 8                |
| Attique          | 12               |
| Étolie-Acarnanie | 8                |
| Argolide         | 3                |
| Arcadie          | 3                |
| Arta             | 3                |
| Achaïe           | 9                |
| Béotie           | 4                |
| Grévéna          | 1                |
| Dráma            | 3                |
| Dodécanèse       | 5                |
| Évros            | 4                |
| Eubée            | 6                |
| Eurytanie        | 1                |
| Zante            | 1                |
| Élide            | 6                |
| Imathie          | 4                |
| Héraklion        | 8                |
| Thesprotie       | 1                |
| Thessalonique A  | 16               |
| Thessalonique B  | 7                |
| Ioannina         | 5                |
| Kavala           | 4                |
| Kardítsa         | 5                |
| Kastoria         | 2                |
| Corfou           | 3                |
| Céphalonie       | 1                |
| Kilkís           | 3                |
| Kozani           | 5                |
| Corinthie        | 4                |
| Cyclades         | 3                |
| Laconie          | 3                |
| Larissa          | 8                |
| Lassithi         | 2                |
| Lesbos           | 3                |
| Leucade          | 1                |
| Magnésie         | 5                |
| Messénie         | 5                |
| Xánthi           | 3                |
| Pella            | 4                |
| Piérie           | 4                |
| Préveza          | 2                |
| Réthymnon        | 2                |
| Rhodope          | 3                |
| Samos            | 1                |
| Serrès           | 7                |
| Tríkala          | 5                |
| Phthiotide       | 5                |
| Flórina          | 2                |
| Phocide          | 1                |
| Chalcidique      | 3                |
| La Canée         | 4                |
| Chios            | 2                |

### Démographie
Parmi les 300 députés de la XVe législature du Parlement grec, 35 sont élus pour la première fois, 247 sont réélus, et 18 reviennent au Parlement après une période d'absence.
Le Parlement est composé de 237 hommes et 63 femmes.
Composition des groupes politiques de la XVe législature du Parlement grec par genre des députés
- Femmes
- Hommes

## Relations avec l'exécutif

### Débat de politique générale

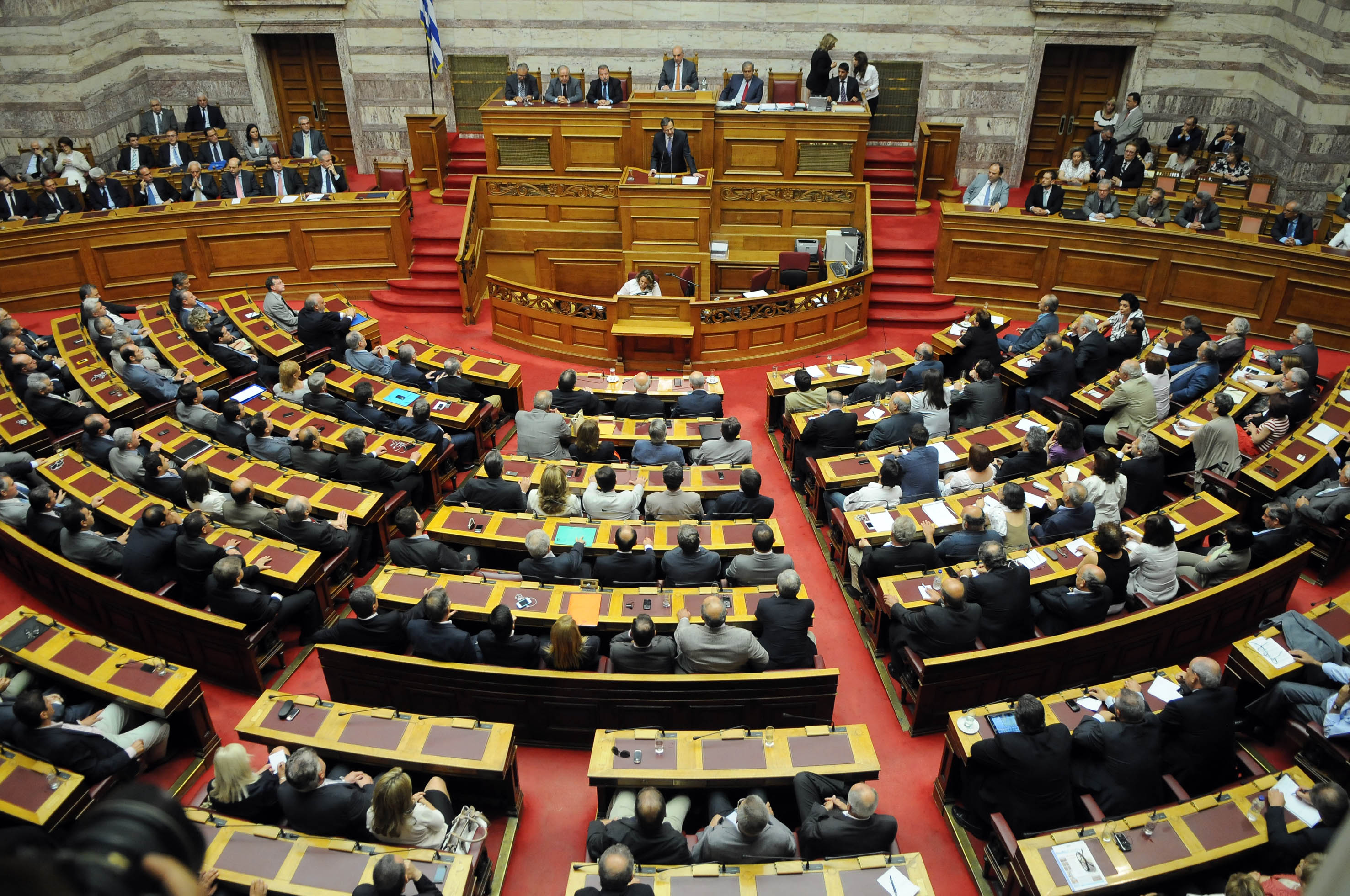
Le Premier ministre Antónis Samarás prononçant son discours de politique générale devant le Parlement grec, en juillet 2012.

Le Premier ministre Antónis Samarás prononce son discours de politique générale le 6 juillet 2012 devant le Parlement grec. À l'issue des trois jours de débat de politique générale, il reçoit la confiance du Parlement dans la nuit du 8 juillet par 179 voix « pour » et 121 voix « contre ».

### Remaniements et recompositions politiques
Au début de la XVe législature, le gouvernement d'Antónis Samarás, issu d'une alliance tripartite entre la Nouvelle Démocratie, le PASOK et la DIMAR, dispose d'une large majorité de 179 sièges. Celle-ci est cependant progressivement affaiblie par la défection de plusieurs députés, qui quittent leur groupe parlementaire en raison de leurs désaccords avec la politique du gouvernement.

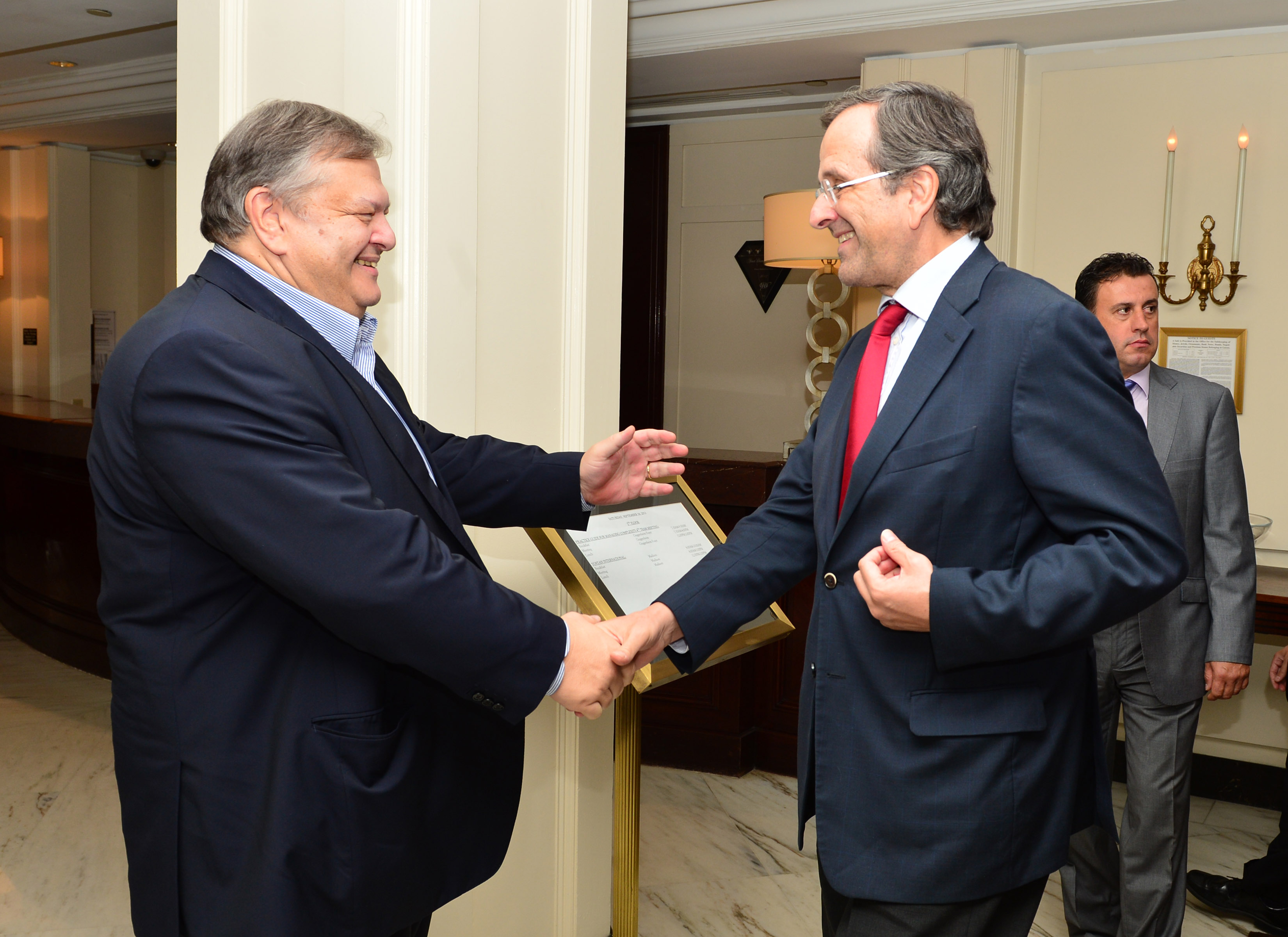
Le vice-Premier ministre Evángelos Venizélos et le Premier ministre Antónis Samarás, en septembre 2013.

En juin 2013, la décision unilatérale du Premier ministre de supprimer le groupe audiovisuel public Ellinikí Radiofonía Tileórasi (ERT) provoque la rupture avec la DIMAR, qui retire son soutien au gouvernement le 21 juin. Le 25 juin, le Premier ministre procède à un remaniement ministériel pour renforcer son alliance avec le PASOK : son président, Evángelos Venizélos, devient vice-Premier ministre, et plusieurs autres membres du PASOK entrent au gouvernement. La coalition dispose alors d'une majorité de 153 députés au Parlement grec.
Le 10 juin 2014, le Premier ministre effectue un nouveau remaniement ministériel dans le but de donner un nouveau souffle politique à son gouvernement, après les élections européennes du 25 mai qui ont vu la victoire de la SYRIZA.
Un vote de confiance a lieu dans la nuit du 11 octobre 2014. Il est remporté par le gouvernement avec 155 voix « pour » et 131 voix « contre ». Pour le Premier ministre, il s'agit de démontrer la stabilité de sa majorité parlementaire. En effet, les tensions politiques se sont accentuées au cours des derniers mois, et l'élection présidentielle à venir met le camp du gouvernement en difficulté. Le président de la République doit être élu par le Parlement grec au début de l'année 2015 à la majorité des deux tiers ou des trois cinquièmes, soit 180 députés. Si les partis de l'opposition refusent d'appuyer le candidat du gouvernement, le Parlement devra être dissous et des élections législatives anticipées devront être organisées.

## Dissolution

### Élection présidentielle

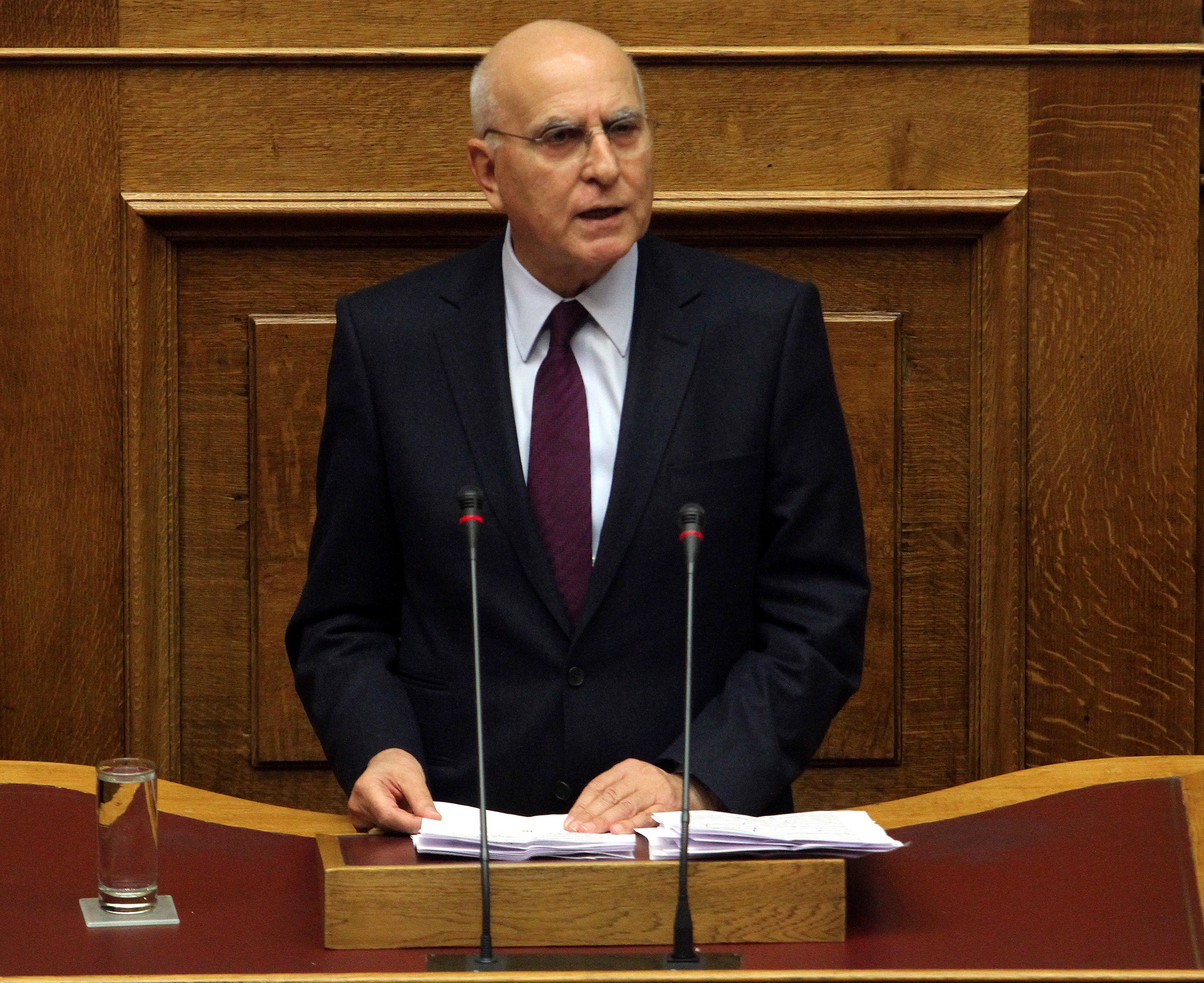
Le candidat à la présidence de la République Stávros Dímas devant le Parlement grec.

En décembre 2014, le Premier ministre décide d'anticiper de deux mois l'élection présidentielle pour mettre fin à l'incertitude politique qu'elle suscite. L'article 32 de la Constitution prévoit que le président de la République hellénique est élu par les députés à la majorité des deux tiers, soit 200 voix, aux premier et deuxième tour, ou à la majorité des trois cinquièmes, soit 180 voix, au troisième tour. Le gouvernement dispose d'une majorité de 155 députés. Au sein du Parlement, il recherche des appuis parmi les députés indépendants (DDI et non-inscrits — 24), la DIMAR (10) et les Grecs indépendants (12). Pour obtenir leur soutien, il présente la candidature de Stávros Dímas, considéré comme une personnalité consensuelle.
Le premier tour a lieu le 17 décembre 2012 : 160 députés votent pour Stávros Dimas et 135 votent « présent ». Outre les 155 députés de la majorité parlementaire, cinq députés indépendants ont voté « pour » : Chrístos Aidónis (ex-PASOK), Giórgos Davrís (ex-ANEL), Spyrídon Lykoúdis, Grigórios Psarianós et Ekateríni Márkou (ex-DIMAR). La stratégie du gouvernement est inopérante : l'échec du premier tour était attendu, mais le gouvernement espérait un score plus proche du seuil de 180 voix nécessaires au troisième tour.
Le deuxième tour a lieu le 23 décembre : 168 députés votent pour Stávros Dimas et 131 votent « présent ». Le candidat obtient ainsi huit voix supplémentaires parmi les députés indépendants : Chryssovalandis Alexopoulos, Efstathios Boukouras (ex-Aube dorée), Konstantinos Giovanopoulos, Mika Iatridi, Ioannis Kourakos, Panagiotis Melas (ex-ANEL), Vassílios Ikonómou (ex-DIMAR) et Geórgios Kassapídis (ex-Nouvelle Démocratie).
Le troisième tour a lieu le 29 décembre : 168 votent pour Stávros Dimas et 132 votent « présent ». L'appel du Premier ministre à soutenir son candidat pour éviter des élections législatives anticipées est resté sans réponse, aucun député n'ayant rejoint le camp de la majorité lors de ce tour de scrutin.

### Dissolution du Parlement grec
L'échec des trois premiers tours de l'élection présidentielle entraîne la dissolution du Parlement grec, prévue par l'article 32 de la Constitution. La XVe législature prend fin le 31 décembre 2014, et des élections législatives anticipées sont organisées le 25 janvier 2015.

### Documents officiels
1. ↑  (el) Συνεδρίαση Ολομέλειας 28/06/2012 A', séance plénière du 28 juin 2012, site du Parlement grec.
2. ↑  (el) Πρακτικά, ΙΕ΄ περιοδοσ, Σύνοδος: Α', Συνεδρίαση: Α 28/06/2012, compte-rendu de séance du 28 juin 2012, Parlement grec.
3. ↑  (el) Πρακτικά, ΙΕ΄ περιοδοσ, Σύνοδος: Β', Συνεδρίαση: Α' 07/10/2013, compte-rendu de séance du 7 octobre 2013, Parlement grec.
4. ↑  (el) Πρακτικά, ΙΕ΄ περιοδοσ, Σύνοδος: Γ', Συνεδρίαση: Α΄ 06/10/2014, compte-rendu de séance du 6 octobre 2014, Parlement grec.
5. ↑  (fr) Bureau du Parlement, site du Parlement grec.
6. 1 2 3 4  (el) Πρακτικά, ΙΕ΄ περιοδοσ, Σύνοδος: Α', Συνεδρίαση: Γ' 29/06/2012, compte-rendu de séance du 29 juin 2012, Parlement grec.
7. 1 2  (el) Πρακτικά, ΙΕ΄ περιοδοσ, Σύνοδος: Β', Συνεδρίαση: Β 08/10/2013, compte-rendu de séance du 8 octobre 2013, Parlement grec.
8. 1 2  (el) Πρακτικά, ΙΕ΄ περιοδοσ, Σύνοδος: Γ', Συνεδρίαση: Β' 07/10/2014, compte-rendu de séance du 7 octobre 2014, Parlement grec.
9. ↑  (el) 'Αρθρo 16:Tεκμήρια - ίδρυση - μεταβoλές, article 16 du Règlement du Parlement grec, site du Parlement grec.
10. ↑  (el) 'Αρθρo 17:Eκπρoσώπηση - αναπλήρωση - περιoρισμoί, article 17 du Règlement du Parlement grec, site du Parlement grec.
11. ↑  (el) « Γραφεία Κοινοβουλευτικών Ομάδων », bureaux des groupes parlementaires, site du Parlement grec.
  - Archive du 28 octobre 2012
  - Archive du 15 mai 2013
  - Archive du 2 septembre 2013
  - Archive du 5 novembre 2013
  - Archive du 13 février 2014
12. ↑  (el) Επικράτεια - Εκλ. Περιφέρειες, résultats des élections législatives de juin 2012 par circonscription, ministère de l'intérieur.
13. 1 2  (el) Στατιστικά Στοιχεία ΙΕ' Περιόδου, statistiques de la XVe législature, site du Parlement grec.

### Articles de presse
1. ↑  (fr) « La Grèce retourne à un Papandréou », Le Figaro, 5 octobre 2009.
2. ↑  (fr) « La Grèce maintient l'austérité pour réduire son déficit », Le Figaro, 4 octobre 2010.
3. ↑  (fr) « Grèce : le gouvernement de Papadémos a prêté serment », Le Monde, 11 novembre 2011.
4. ↑  (fr) « Grèce : les principaux points du plan de sauvetage », Le Point,
5. ↑  (fr) « Grèce: élections anticipées le 6 mai dans un pays plus divisé que jamais », Le Point, 21 février 2012.
6. ↑  (fr) « Comment la Grèce a basculé en une semaine dans le chaos politique », La Tribune, 14 mai 2012.
7. ↑  (el) « Ορκίστηκε η υπηρεσιακή κυβέρνηση Πικραμμένου », To Víma, 16 mai 2012.
8. ↑  (fr) « La récession grecque en 2012 plus importante que prévu : le PIB chutera de 5% », La Tribune, 24 avril 2012.
9. ↑  (fr) « Grèce : nouveau record du taux de chômage en juin », Le Monde, 6 septembre 2012.
10. ↑  (fr) « Les salaires grecs ont fondu d'un quart en 2011 », Le Monde, 26 avril 2011.
11. ↑  (fr) « Grèce : victoire serrée mais cruciale du camp pro-euro », Le Figaro, 18 juin 2012.
12. ↑  (fr) « Victorieuse, la droite grecque appelle à un gouvernement "d'union" », Le Monde, 18 juin 2012.
13. ↑  (fr) « Grèce : un gouvernement de coalition envisageable mercredi, estime le Pasok », Le Monde, 19 juin 2012.
14. ↑  (fr) « Antonis Samaras, nouveau Premier ministre grec », Libération, 20 juin 2012.
15. ↑  (fr) « Qui compose le nouveau gouvernement grec ? », Le Monde, 25 juin 2012.
16. ↑  (fr) « Les dirigeants européens saluent le vote des Grecs », Le Tribune, 18 juin 2012.
17. ↑  (el) « Παραλειπόμενα από την ορκωμοσία της νέας Βουλής », Nooz, 28 juin 2012.
18. 1 2  (el) « Ορκίστηκαν οι 300 της νέας Βουλής », Naftemporiki, 28 juin 2012.
19. ↑  (el) « Βουλή: Πρόωρη λήξη εργασιών της Ολομέλειας «εδώ και τώρα» », To Víma, 4 juin 2012.
20. ↑  (el) «φόρτου-εργασίας»-είναι-άνεργος « Ο βουλευτής της Χρυσής Αυγής που παραιτήθηκε λόγω «φόρτου εργασίας» είναι... άνεργος »(Archive.org • Wikiwix • Archive.is • Google • Que faire ?), Iefimerida, 23 juillet 2012.
21. ↑  (el) « Ορκίστηκε και ανέλαβε καθήκοντα βουλευτή Μαγνησίας η Ζέττα Μακρή », Ta Néa, 1er avril 2013.
22. ↑  (el) « Παραιτήθηκε λόγω προβλημάτων υγείας ο βουλευτής της ΝΔ Παύλος Σιούφας », I Kathimeriní, 11 décembre 2013.
23. ↑  (el) « Την παραίτησή της από τη βουλευτική έδρα υπέβαλε η Ρένα Δούρου », Ta Néa, 18 mars 2014.
24. ↑  (el) « Η Τάνια Ιακωβίδου στη θέση του Άρη Σπηλιωτόπουλου στη Βουλή », I Kathimeriní, 26 mars 2014.
25. ↑  (el) « Νέα πρόσωπα στη Βουλή -Ορκίστηκαν οι έξι που θα αντικαταστήσουν τους υποψήφιους των ευρωεκλογών », Iefimerida, 5 mai 2014.
26. ↑  (el) « ΝΔ: Παραιτείται από το βουλευτικό του αξίωμα ο Ν. Σταυρογιάννης », Skai, 26 août 2014.
27. ↑  (el) « Παραιτήθηκε από βουλευτής της ΝΔ ο Σταμάτης Κάρμαντζης », To Víma, 29 août 2014.
28. ↑  (el) « Πλεύρης και βουλευτής », The Press Project, 3 novembre 2014.
29. ↑  (el) « Παραιτήθηκε από βουλευτής ο Ανδρέας Ψυχάρης », To Víma, 14 novembre 2014.
30. ↑  (el) « Ορκίστηκε βουλευτής ο Αλέξανδρος Μωραϊτάκης », I Kathimeriní, 18 novembre 2014.
31. 1 2 3  (el) « Νέος πρόεδρος της Βουλής ο Ευάγγελος Μεϊμαράκης », I Kathimeriní, 29 juin 2012.
32. ↑  (el) « Βουλή:Δημοκρατικό μπλόκο στη Χρυσή Αυγή για το προεδρείο », To Víma, 29 juin 2012.
33. 1 2  (el) « Ο Γιώργος Καλαντζής εξελέγη Β' αντιπρόεδρος της Βουλής », Ta Néa, 11 avril 2013.
34. ↑  (fr) « En Grèce, le gouvernement Samaras pourrait tomber plus vite qu'on ne le croit », Slate, 14 juillet 2012.
35. ↑  (fr) « Le conservateur Antonis Samaras devient premier ministre en Grèce », Le Monde, 20 juin 2012.
36. 1 2 3  (el) « Ξέσπασε πόλεμος ανάμεσα σε Βενιζέλο και Λοβέρδο », To Víma, 3 décembre 2012.
37. 1 2  (fr) « Grèce : Samaras remanie son gouvernement », Le Figaro, 24 juin 2012.
38. 1 2  (fr) « Grèce: le parti de gauche Dimar quitte le gouvernement », RTBF, 21 juin 2013.
39. 1 2  (el) « Ανεξαρτητοποιήθηκε ο βουλευτής των ΑΝΕΛ Παναγιώτης Μελάς », Ta Néa, 1er décembre 2014.
40. 1 2  (el) « Η αποχώρηση Μελά από τους ΑΝΕΛ ανέβασε τον αριθμό των ανεξάρτητων βουλευτών στους 24 », Proto Thema, 1er décembre 2014.
41. ↑  (el) « Εκτός ΝΔ ο Νίκος Νικολόπουλος », Proto Thema, 3 août 2012.
42. ↑  (el) « Στην Κ.Ο. των Ανεξάρτητων Ελλήνων ο Ν. Νικολόπουλος », Naftemporiki, 7 octobre 2014.
43. ↑  (el) « Εκτός KO της ΝΔ ο βουλευτής Φθιώτιδας Νίκος Σταυρογιάννης », To Víma, 21 octobre 2012.
44. ↑  (el) « Εκτός ΔΗΜΑΡ ο Γιάννης Μιχελογιαννάκης », Proto Thema, 22 octobre 2012.
45. ↑  (el) « Στον ΣΥΡΙΖΑ εντάχθηκε ο Γιάννης Μιχελογιαννάκης », Ta Néa, 4 juillet 2013.
46. ↑  (el) « Ποιος είναι ο Γ. Κασαπίδης », Real, 8 novembre 2012.
47. ↑  (el) « Εκτός ΠΑΣΟΚ Σκανδαλίδης, Κουτσούκος, Γκερέκου, Κασσής, Μπόλαρης, Παραστατίδης », Naftemporiki, 8 novembre 2012.
48. ↑  (el) « Επιστροφή Σκανδαλίδη, Κουτσούκου, Κασσή και Γκερέκου στην Κ.Ο. του ΠΑΣΟΚ », Naftemporiki, 23 février 2013.
49. ↑  (el) « Αποχώρησε από το ΠΑΣΟΚ ο Μίμης Ανδρουλάκης- Aνεξαρτητοποιείται », Iefimerida, 8 novembre 2012.
50. ↑  (el) « Διεγράφη από τη ΝΔ ο βουλευτής Λευκάδας, Θοδωρής Σολδάτος », Newsbomb, 12 novembre 2012.
51. 1 2  (el) « Επιστρέφουν στη ΝΔ οι βουλευτές Κ.Μαρκόπουλος και Θ.Σολδάτος », To Víma, 1er juillet 2013.
52. ↑  (el) « Επέστρεψε στην ΚΟ του ΠΑΣΟΚ ο Ανδρέας Λοβέρδος », Skai, 22 août 2014.
53. ↑  (el) « Σχέδιο διάλυσης καταγγέλλει ο Καμμένος μετά τις αποχωρήσεις Το θρίλερ των ΑΝ.ΕΛ », TVXS, 13 décembre 2013.
54. ↑  (el) « Εκτός Κοινοβουλευτικής Ομάδας της ΔΗΜΑΡ Βουδούρης και Μουτσινάς », To Víma, 7 janvier 2013.
55. ↑  (el) « Ανεξαρτητοποιήθηκε από το ΠΑΣΟΚ ο Χρήστος Αηδόνης » « Copie archivée » (version du 31 juillet 2014 sur Internet Archive), Newsit, 10 janvier 2013.
56. ↑  (el) « Συγκροτήθηκε νέα Κοινοβουλευτική Ομάδα από 11 ανεξάρτητους βουλευτές », Ta Néa, 21 novembre 2013.
57. ↑  (el) « Στον απόηχο της διαγραφής της Θ. Τζάκρη που έκανε λόγο για «κυβέρνηση ανικανότητας» », I Kathimeriní, 11 novembre 2013.
58. ↑  (el) « Και η Θεοδώρα Τζάκρη στους Ανεξάρτητους Δημοκρατικούς Βουλευτές », I Avgi, 3 avril 2014
59. ↑  (el) « Διεγράφη από την ΚΟ της ΝΔ ο Βύρων Πολύδωρας », Ta Néa, 21 décembre 2013.
60. ↑  (el) « Πέτρος Τατσόπουλος: «Η παραίτησή μου είναι στη διάθεση του Αλέξη Τσίπρα» », Ta Néa, 9 janvier 2014.
61. ↑  (el) « Στους Ανεξάρτητους Δημοκρατικούς Βουλευτές ο Πέτρος Τατσόπουλος », Skai, 27 janvier 2014.
62. ↑  (el) « Νταβρής: «Το πρόβλημα στους ΑΝΕΛ είναι ο Καμμένος» », Ta Néa, 14 janvier 2014.
63. ↑  (el) « Στους Ανεξάρτητους Δημοκρατικούς Βουλευτές ο Γιώργος Νταβρής », I Kathimeriní, 23 janvier 2014.
64. ↑  (el) « Ανεξαρτητοποιήθηκε ο χρυσαυγίτης βουλευτής Χρυσοβαλάντης Αλεξόπουλος », Ta Néa, 15 mars 2014.
65. ↑  (el) « Aποχωρεί και o Στάθης Μπούκουρας από τη Χρυσή Αυγή », Iefimerida, 18 mars 2014
66. ↑  (el) « Διεγράφη από τη Χρυσή Αυγή ο Στάθης Μπούκουρας », Ta Néa, 18 mars 2014.
67. ↑  (el) « Παραιτήθηκαν από την ΚΟ των ΑΝΕΛ οι βουλευτές Γιαταγάνα και Γιοβανόπουλος », Ta Néa, 26 mars 2014.
68. ↑  (el) « Στους Ανεξάρτητους Γιαταγάνα και Γιοβανόπουλος », Paraskhnio, 9 mai 2014.
69. ↑  (el) « Νέα συνάντηση Σαμαρά-Βενιζέλου το απόγευμα, ψηφίστηκε το πολυνομοσχέδιο », I Kathimeriní, 31 mars 2014.
70. ↑  (el) « Με ιδιόχειρη επιστολή Σαμαρά επέστρεψε στη ΝΔ ο Νικήτας Κακλαμάνης », Ta Néa, 9 octobre 2014.
71. ↑  (el) « Ανεξαρτητοποιήθηκε ο βουλευτής των ΑΝΕΛ Βασίλης Καπερνάρος », Ta Néa, 29 mai 2014.
72. ↑  (el) « Στους Ανεξάρτητους Δημοκρατικούς Βουλευτές ο Β. Καπερνάρος », Naftemporiki, 19 juin 2014.
73. ↑  (el) « Ανεξαρτητοποιήθηκε η Μ. Ιατρίδη από τους ΑΝΕΛ », To Víma, 3 juin 2014.
74. ↑  (el) « Στους Ανεξάρτητους Δημοκρατικούς Βουλευτές προσχωρούν Μακρή και Ιατρίδη », I Avgi, 16 octobre 2014.
75. ↑  (el) « Ανεξαρτητοποιήθηκε από τη ΔΗΜΑΡ ο Βασίλης Οικονόμου », I Kathimeriní, 6 juin 2014.
76. ↑  (el) « Ανεξαρτητοποιήθηκε η βουλευτής της ΔΗΜΑΡ Κατερίνα Μάρκου », To Víma, 10 juillet 2014.
77. ↑  (el) « Εκτός ΔΗΜΑΡ ο Γρηγόρης Ψαριανός και ο Ανδρέας Παπαδόπουλος » To Víma, 10 juillet 2014.
78. ↑  (el) « Και επισήμως εκτός ΔΗΜΑΡ ο Λυκούδης – Έντονη αντίδραση του κόμματος », Skaï, 9 septembre 2014.
79. ↑  (el) « ΑΝΕΛ: διεγράφη η Ραχήλ Μακρή », I Kathimeriní, 8 octobre 2014.
80. ↑  (el) « Ανεξαρτητοποιήθηκε η Νίκη Φούντα, η απάντηση της ΔΗΜΑΡ », I Kathimeriní, 23 décembre 2014.
81. 1 2 3  (el) « Ο Παναγιώτης Ρήγας νέος γραμματέας της ΚΟ του ΠΑΣΟΚ », Proto Thema, 3 juillet 2013.
82. ↑  (el) « Παραίτηση Τέρενς Κουίκ από κοινοβουλευτικός εκπρόσωπος ΑΝ.ΕΛ. », I Avgi, 20 mai 2013.
83. ↑  (el) « Ο Β. Καπερνάρος αναπληρωτής κοινοβουλευτικός εκπρόσωπος των ΑΝΕΛ », Proto Thema, 30 mai 2013.
84. 1 2  (el) « Αντικαταστάθηκε από κοινοβουλευτικός εκπρόσωπος του ΚΚΕ ο Σπ. Χαλβατζής », To Víma, 14 mai 2013.
85. ↑  (fr) « La Grèce accélère les privatisations et demande un délai à ses créanciers », Le Monde, 6 juillet 2012.
86. ↑  (fr) « Grèce : Antonis Samaras obtient la confiance du Parlement », Le Point, 9 juillet 2012.
87. ↑  (el) « Grèce: Samaras remanie son gouvernement, nouveau ministre des Finances Guikas Hardouvelis », La Croix, 9 juin 2014.
88. ↑  (fr) « Vote de confiance en Grèce: succès provisoire pour Antonis Samaras », Radio France internationale, 11 octobre 2014.
89. ↑  (fr) « Tensions politiques croissantes en Grèce », La Tribune, 18 septembre 2014.
90. ↑  (fr) « Le coup de poker du Premier ministre grec pour éviter des législatives à hauts risques », Les Échos, 9 décembre 2014.
91. ↑  (el) « Σταύρος Δήμας: 160 ναι, 135 παρών », Iefmerida, 17 décembre 2014.
92. ↑  (fr) « Présidentielle en Grèce : les députés n'y arrivent pas », Le Point, 17 décembre 2014.
93. ↑  (el) « Σταύρος Δήμας: 168 «ναι», 131 «παρών »», Iefimerida, 23 décembre 2014.
94. 1 2  (el) « Εκλογές «ψήφισε» η Βουλή - Δεν εξελέγη Πρόεδρος Δημοκρατίας », To Víma, 29 décembre 2014.

## Annexe